# Экспортный комплаенс
Экспортный комплаенс — механизм управления рисками при осуществлении экспортно-импортных операций. Такие риски включают действующие межгосударственные таможенные законодательства, санкционные режимы, нормативные обязательства и запреты, имеющие отношение к международной торговле.
Таким образом, экспортный комплаенс смещает акцент преодоления экспортных барьеров с процедуры таможенной очистки на предварительную таможенную классификацию товаров. Классификация товаров, выполненная профильными институтами, минимизирует экспортные риски и генерирует положительные экстерналии для всех участников экспортно-импортных операций.«Сквозной» удаленный анализ рисков экспортно-импортных операций поддерживается государством (например, акт Европейской комиссии (COM2014) 244) и порождает синергию государство-бизнес-наука. Система экспортного комплаенса в Европейском союзе основана на базе Европейского института экспортного комплаенса - The European Institute for Export Compliance (EIFEC) .  В Европейском союзе ведется Регистр комплаентных организаций, держателем которого является Европейский институт экспортного комплаенса. В результате создается комфортная среда для экспортеров, являющихся участниками такой сети, повышается транспарентность внешнеэкономических операций, оптимизируется таможенное администрирование товаров, снижается объем нелегального экспорта и т.д. В современных комплексных условиях осуществления  внешнеэкономической деятельности сеть экспортного комплаенса выступает проводником для преодоления ограничений, барьеров, исполнения условий двусторонних и многосторонних международных договоров и преодоления санкционных режимов.

## Экспортный комплаенс в России
С 2018 года Министерством промышленности и торговли Российской Федерации рассматривается вопрос создания национальной системы экспортного комплаенса.  В том числе согласно Рекомендации Коллегии Евразийской экономической комиссии от 28 ноября 2018 г. N 26 "О развитии сотрудничества государств – членов Евразийского экономического союза в сфере производства мяса птицы и продукции его переработки" государствам-членам Евразийского экономического союза рекомендуется присоединится к международной сети экспортного комплаенса в целях наращивания экспорта на рынки третьих стран.